# François Houtart

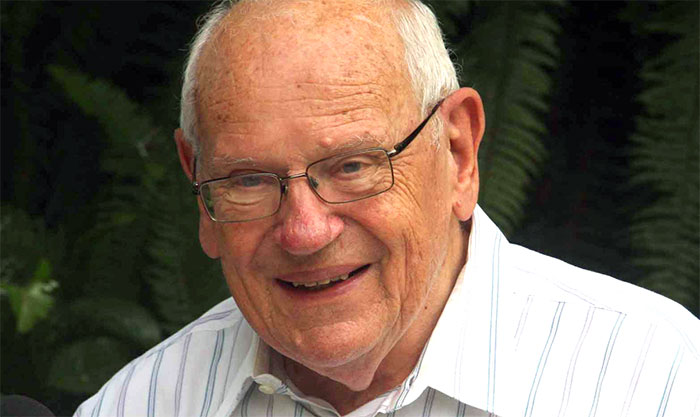
François Houtart

François Houtart (Bruselas, 1925-Quito, 6 de junio de 2017) fue un sacerdote católico, teólogo y sociólogo belga. Professor en la Universidad Católica de Lovaina, fundador del Centro Tricontinental (CETRI) y de la revista "Alternatives Sud", fue una figura reconocida del movimiento altermundista.

## Formación
Sacerdote católico e intelectual marxista, nieto del conde Henry Carton de Wiart (1869-1951) que fue uno de los dirigentes del Partido Católico y pionero de la democracia cristiana, Houtart se formó inicialmente en el seminario de Malinas.
Fue ordenado sacerdote en 1949. Licenciado en ciencias políticas y sociales de la Universidad Católica de Lovaina y diplomado del Instituto Superior Internacional de Urbanismo aplicado de Bruselas, es también doctor en sociología de la Universidad lovaniense, en donde fue profesor desde 1958 hasta 1990.

## Vida profesional
Entre 1958 y 1962, François Houtart coordina el trabajo de la Federación Internacional de Institutos de investigación socio-religiosa que realiza un análisis extenso de la situación del catolicismo en el contexto demográfico, social y cultural de 
Cuando Juan XXIII anuncia el Concilio Vaticano II, Dom Hélder Câmara, entonces vicepresidente del Consejo Episcopal Latinoamericano (CELAM) conjuntamente con Monseñor Larrain, obispo chileno, pide a Houtart sintetizar ese estudio para distribuirlo a todos los obispos en el momento de la apertura del Concilio, con la idea de dar a conocer la problemática del catolicismo latinoamericano al episcopado mundial. Desde entonces, Houtart participó como asesor de estos y otros obispos en la organización de planes de pastoral y de documentos de trabajo para las conferencias episcopales (CELAM III, CELAM IV.
Houtart tuvo también la oportunidad de participar en la formación de una generación de sociólogos latinoamericanos que estudiaron en la Universidad de Lovaina entre los años 1960 y 1980 sentando las bases de los estudios de sociología de la religión en este continente. 
Houtart estuvo fuertemente ligado al movimiento de la teología de la liberación, de la cual se lo consideró uno de sus más radicales exponentes, al punto de haber estado ligado a la Revolución Sandinista de Nicaragua. Por ello, Houtart no escapó a la controversia que en los años 1980 y 1990 se generó ante la condena y sanción que la Santa Sede llevó a cabo hacia esa corriente de pensamiento.
Se radicó en Ecuador los últimos años de su vida, país en el cual colaboró con la Fundación Pueblo Indio, fundada por Monseñor Leonidas Proaño. Hasta el día de su fallecimiento fue profesor del Instituto de Altos Estudios (IAEN)y docente de la Maestría de Sociología Política de la Universidad Central Ecuador.
Para François Houtart, el compromiso religioso y el compromiso social no podían ser disociados, como tampoco podían serlo el análisis de la realidad social y las luchas sociales por transformarla.

## Obras
Houtart ha escrito más de 70 libros y centenas de artículos especializados y de prensa. Entre ellos están (en ocasiones junto a otros autores) los siguientes: 
- "Les paroisses de Bruxelles" (1952)
- "El cambio social en América Latina" (1964)
- "The Church and Revolution, Religion and Ideology in Sri Lanka" (1974)
- "Religion and Development in Asia" (1976)
- "Religion et modes de production precapitalistes" (1980)
- "Hai Van, Life in a Vietnamese Commune" (1984)
- "Sociología de la religión (1992 y 2006)
- "L'Autre Davos" (1999)
- "Haïti et la mondialisation de la Culture" (2000)
- "Mondialisation des Résistances. L'Etat des luttes" (2000)
- "La tiranía del mercado" (2001)
- "Mercado y religión" (2002)
- "Délégitimer le capitalisme; Reconstruire l'espérance" (2005)
- "Comercio Mundial: ¿incentivo o freno para el desarrollo?" (2005) (escrito junto a Carlos Tablada, Faustino Cobarrubia, Laura I. Pujol, Eugenio Martínez, Roberto Smith y Osvaldo Martínez).
- "África codiciada. El desafío pendiente" (2007) (escrito junto a Carlos Tablada y Roberto Smith).
- "La ética de la incertidumbre en las Ciencias Sociales" (2006)
- "Africa codiciada. El desafío pendiente" (2007)
- "De los bienes comunes al bien común de la humanidad" (2012)
- "El bien común de la humanidad" (2013)
- "El camino a la utopía y el bien común de la humanidad" (2014)
- "El camino a la utopía desde un mundo de incertidumbre" (2015).
- "Memorias" (2017) (publicación póstuma)